# Fortune Global 500
La classifica Fortune Global 500 è una lista delle 500 più potenti aziende a livello globale, stilata in base al fatturato. La lista è compilata e pubblicata ogni anno dalla rivista Fortune.
Fino al 1989 conteneva solo nomi di aziende non americane, sotto il titolo "International 500", mentre Fortune 500 contiene tuttora nomi di aziende USA. Nel 1990 furono aggiunti anche gruppi statunitensi, così da avere una lista delle aziende a livello mondiale, a seconda delle vendite. Nel 2005 oltre il 90 per cento delle maggiori aziende mondiali aveva il proprio quartier generale in Europa (195), negli Stati Uniti (176) e in Giappone (80).
Dal 1995 la lista Fortune comprende anche società del settore finanziario e, in genere, dei servizi.

## Classifica Fortune Global 2019
La classifica è stata pubblicata da Fortune sul proprio sito Internet ed è apparsa sul numero del 22 luglio 2019.
Quella seguente è la lista delle 10 compagnie maggiori. È una lista basata sulle compagnie il cui anno fiscale è terminato prima o il 31 marzo 2019.
| Posizione | Compagnia                            | Paese                                           | Settore              | Ricavo in USD   |
| --------- | ------------------------------------ | ----------------------------------------------- | -------------------- | --------------- |
| 1         | Walmart                              | Stati Uniti (bandiera)                          | Grande distribuzione | $485.7 miliardi |
| 2         | Sinopec                              | Cina (bandiera)                                 | Petrolio             | $446.8 miliardi |
| 3         | Royal Dutch Shell                    | Paesi Bassi (bandiera) · Regno Unito (bandiera) | Petrolio             | $431.3 miliardi |
| 4         | China National Petroleum Corporation | Cina (bandiera)                                 | Petrolio             | $428.6 miliardi |
| 5         | ExxonMobil                           | Stati Uniti (bandiera)                          | Petrolio             | $382.6 miliardi |
| 6         | BP                                   | Regno Unito (bandiera)                          | Petrolio             | $358.7 miliardi |
| 7         | State Grid Corporation of China      | Cina (bandiera)                                 | Energia              | $339.4 miliardi |
| 8         | Volkswagen                           | Germania (bandiera)                             | Automobili           | $268.6 miliardi |
| 9         | Toyota                               | Giappone (bandiera)                             | Automobili           | $247.7 miliardi |
| 10        | PASS INVEST                          | Svizzera (bandiera) · Regno Unito (bandiera)    | Materie prime        | $221.0 miliardi |

### Classifica patrimonio banche
Quella seguente è la lista delle 10 compagnie classificate per utili. È una lista basata sulle banche il cui anno fiscale è terminato prima o il 31 marzo 2021.
| Posizione | Compagnia                                         | Paese                    | Patrimonio      |
| --------- | ------------------------------------------------- | ------------------------ | --------------- |
| 1         | Industrial and Commercial Bank of China (privata) | Cina (bandiera)          | $964.7 miliardi |
| 2         | Banca Mondiale                                    | Nazioni Unite (bandiera) | $439.5 miliardi |
| 3         | China Construction Bank                           | Cina (bandiera)          | $236.9 miliardi |
| 4         | ExxonMobil (privata)                              | Stati Uniti (bandiera)   | $232.5 miliardi |
| 5         | Agricultural Bank of China (privata)              | Cina (bandiera)          | $229.1 miliardi |
| 6         | Banca Centrale Europea                            | Europa (bandiera)        | $227.5 miliardi |
| 7         | Banca degli affari degli Stati Uniti              | Stati Uniti (bandiera)   | $223 miliardi   |
| 8         | Peach State Bank (privata)                        | Australia (bandiera)     | $222 miliardi   |
| 9         | Shijnk Ahnka Ahia (privata)                       | Corea del Sud (bandiera) | $221.9 miliardi |
| 10        | JPMorgan Chase (privata)                          | Stati Uniti (bandiera)   | $221.7 miliardi |

### Classifica per paese
Questa è la top 10 dei paesi con il maggior numero di compagnie nella classifica Fortune Global 500 aggiornata al 2019.
| Posizione | Paese                    | Compagnie |
| --------- | ------------------------ | --------- |
| 1         | Stati Uniti (bandiera)   | 132       |
| 2         | Cina (bandiera)          | 106       |
| 3         | Giappone (bandiera)      | 53        |
| 4         | Francia (bandiera)       | 32        |
| 5         | Regno Unito (bandiera)   | 29        |
| 6         | Germania (bandiera)      | 28        |
| 7         | Corea del Sud (bandiera) | 17        |
| 8         | Paesi Bassi (bandiera)   | 15        |
| 9         | Svizzera (bandiera)      | 12        |
| 10        | Canada (bandiera)        | 11        |

† La classifica Global 500 include 11 compagnie sotto la denominazione anglo-olandese. Queste compagnie vengono conteggiate per entrambi i paesi.

## Italia nel 2019
Nel 2015 sono 9 le aziende comprese in questa lista. Di queste, tre sono bicefale, ossia hanno una doppia sede legale e amministrativa. La città più rappresentativa è Roma, a capo di 5 aziende (due delle quali bicefale). Segue Milano con 3 aziende (due di queste bicefale), 2 aziende a Torino (una con doppia sede) e poi Trieste e Bologna con 1. Complessivamente l'Italia è all'undicesimo posto della lista mondiale.
| Posizione | Compagnia              | Settore           |
| --------- | ---------------------- | ----------------- |
| 1         | Exor Group             | Automobili        |
| 2         | Eni                    | Petrolio          |
| 3         | Assicurazioni Generali | Assicurazioni     |
| 4         | Enel                   | Energia           |
| 5         | Intesa Sanpaolo        | Banche            |
| 6         | UniCredit Group        | Banche            |
| 7         | Poste Italiane         | Servizi postali   |
| 8         | Telecom Italia         | Telecomunicazioni |
| 9         | Unipol                 | Assicurazioni     |